# Ōko-Wasserfall
Der Ōko-Wasserfall (japanisch 大川の滝 Ōko-no-taki) ist ein Wasserfall auf der Insel Yakushima in der Präfektur Kagoshima. Er hat eine Fallhöhe von 88 m und ist Teil der 1990 vom Umweltministerium aufgestellten Liste der Top-100-Wasserfälle Japans. Der japanische Name setzt sich aus den Kanjis 大 („groß“; ō) und 川 („Fluss“; hier in der nanori-Lesung ko) zusammen.
Weitere Wasserfälle auf der Insel Yakushima in der Nähe des Torōki-Wasserfalls sind der Senpiro-Wasserfall („1000 hiro Wasserfall“) mit einer Fallhöhe von ca. 60 m und der Torōki-Wasserfall („Dröhnender Wasserfall“), der direkt ins Meer fällt.